# Campionat del món de rem de 2014
El campionat del món de rem de 2014 va ser el campionat del món que es va celebrar entre el 24 i el 31 d'agost de 2014 al Bosbaan, a Amsterdam (Països Baixos).

## Resultats

### Masculí
Categories no olímpiques 
| Categoria: | Or: | Temps   | Plata: | Temps   | Bronze: | Temps   |
| M1x        | Txèquia · Ondřej Synek | 6:37.12 | Nova Zelanda · Mahé Drysdale | 6:37.85 | Cuba · Ángel Fournier | 6:44.31 |
| M2x        | Croàcia · Martin Sinković · Valent Sinković | 6:00.52 | Itàlia · Romano Battisti · Francesco Fossi | 6:04.42 | Austràlia · James McRae · Alexander Belonogoff | 6:04.43 |
| M4x        | Ucraïna · Dmytro Mikhay · Artem Morozov · Oleksandr Nadtoka · Ivan Dovhodko                                                                                            | 5:32.26 | Regne Unit · Graeme Thomas · Sam Townsend · Charles Cousins · Peter Lambert                                                                                              | 5:32.35 | Alemanya · Karl Schulze · Tim Grohmann · Kai Fuhrmann · Philipp Wende | 5:36.97 |
| M2-        | Nova Zelanda · Eric Murray · Hamish Bond | 6:09.34 | Regne Unit · James Foad · Matt Langridge | 6:13.75 | Sud-àfrica · Vincent Breet · Shaun Keeling | 6:16.85 |
| M4-        | Regne Unit · Alex Gregory · Mohamed Sbihi · George Nash · Andrew Triggs Hodge                                                                                          | 5:40.24 | Estats Units · Grant James · Michael Gennaro · Henrik Rummel · Seth Weil                                                                                                 | 5:42.90 | Austràlia · Fergus Pragnell · Josh Dunkley-Smith · Spencer Turrin · Alexander Lloyd                                                                                                   | 5:43.47 |
| M2+        | Nova Zelanda · Eric Murray · Hamish Bond · Caleb Shepherd | 6:33.26 | Regne Unit · Alan Sinclair · Scott Durant · Henry Fieldmann | 6:43.45 | Alemanya · Peter Kluge · Alexander Egler · Jonas Wiesen | 6:45.85 |
| M8+        | Regne Unit · Nathaniel Reilly-O'Donnell · Matthew Tarrant · William Satch · Matt Gotrel · Pete Reed · Paul Bennett · Tom Ransley · Constantine Louloudis · Phelan Hill | 5:24.11 | Alemanya · Max Planer · Malte Jakschik · Andreas Kuffner · Felix Drahotta · Richard Schmidt · Eric Johannesen · Maximilian Reinelt · Felix Wimberger · Martin Sauer      | 5:24.77 | Polònia · Zbigniew Schodowski · Mateusz Wilangowski · Marcin Brzeziński · Robert Fuchs · Krystian Aranowski · Michał Szpakowski · Mikołaj Burda · Piotr Juszczak · Daniel Trojanowski | 5:26.90 |
| LM1x       | Itàlia · Marcello Miani | 6:43.37 | Alemanya · Lars Hartig | 6:46.73 | Suïssa · Michael Schmid | 6:50.88 |
| LM2x       | Sud-àfrica · James Thompson · John Smith | 6:05.36 | França · Stany Delayre · Jérémie Azou | 6:05.45 | Noruega · Kristoffer Brun · Are Strandli | 6:05.79 |
| LM4x       | Grècia · Georgios Konsolas · Spyridon Giannaros · Panagiotis Magdanis · Eleftherios Konsolas                                                                           | 5:42.75 | Alemanya · Daniel Lawitzke · Max Röger · Jost Schömann-Finck · Konstantin Steinhübel                                                                                     | 5:45.65 | R.P. de la Xina · Li Hui · Tian Bin · Wang Tiexin · Dong Tianfeng | 5:46.69 |
| LM2-       | Suïssa · Simon Niepmann · Lucas Tramèr | 6:22.91 | França · Augustin Mouterde · Thomas Baroukh | 6:25.02 | Regne Unit · Sam Scrimgeour · Jonathan Clegg | 6:25.48 |
| LM4-       | Dinamarca · Kasper Winther Jørgensen · Jacob Larsen · Jacob Barsøe · Morten Jørgensen                                                                                  | 5:47.15 | Nova Zelanda · James Hunter · Alistair Bond · Peter Taylor · Curtis Rapley                                                                                               | 5:48.76 | Regne Unit · Mark Aldred · Peter Chambers · Richard Chambers · Chris Bartley | 5:49.58 |
| LM8+       | Alemanya · Tobias Franzmann · Simon Barr · Torben Neumann · Stefan Wallat · Daniel Wisgott · Jonas Kilthau · Sven Kessler · Can Temel · Frederik Böhm                  | 5:31.29 | Itàlia · Luca De Maria · Vincenzo Serpico · Jiri Vlcek · Leone Barbaro · Livio La Padula · Armando Dell'Aquila · Guido Gravina · Giorgio Tuccinardi · Gianluca Barattolo | 5:33.87 | Turquia · Mert Kartal · Bayram Sönmez · Ahmet Yumrukaya · Cem Yılmaz · Burak Özdemir · Engin Özkan · Hüseyin Kandemir · Dogsah Boluk · Kaan Şahin                                     | 5:34.20 |

### Femení
Categories no olímpiques
| Categoria: | Or: | Temps   | Plata: | Temps   | Bronze: | Temps   |
| W1x        | Nova Zelanda · Emma Twigg | 7:14.95 | Austràlia · Kim Crow | 7:17.33 | R.P. de la Xina · Duan Jingli                                                                                               | 7:22.57 |
| W2x        | Nova Zelanda · Fiona Bourke · Zoe Stevenson | 6:38.04 | Polònia · Magdalena Fularczyk · Natalia Madaj | 6:39.36 | Austràlia · Olympia Aldersey · Sally Kehoe                                                                                  | 6:41.71 |
| W4x        | Alemanya · Annekatrin Thiele · Carina Bär · Julia Lier · Lisa Schmidla                                                                                            | 6:06.84 | R.P. de la Xina · Jiang Yan · Shen Xiaoxing · Lü Yang · Zhang Xinyue | 6:10.51 | Estats Units · Grace Latz · Tracy Eisser · Olivia Coffey · Felice Mueller                                                   | 6:12.03 |
| W2-        | Regne Unit · Helen Glover · Heather Stanning | 6:50.61 | Estats Units · Megan Kalmoe · Kerry Simmonds | 6:52.87 | Nova Zelanda · Louise Trappitt · Rebecca Scown                                                                              | 6:54.79 |
| W4-        | Nova Zelanda · Kayla Pratt · Kelsey Bevan · Grace Prendergast · Kerri Gowler                                                                                      | 6:14.36 | Estats Units · Susan Francia · Emily Regan · Tessa Gobbo · Adrienne Martelli                                                                                                 | 6:20.69 | R.P. de la Xina · He Sihui · Miao Tian · Zhang Min · Zhang Huan                                                             | 6:23.31 |
| W8+        | Estats Units · Victoria Opitz · Meghan Musnicki · Amanda Polk · Lauren Schmetterling · Grace Luczak · Caroline Lind · Elle Logan · Heidi Robbins · Katelin Snyder | 5:56.83 | Canadà · Cristy Nurse · Lisa Roman · Rosanne Deboef · Natalie Mastracci · Susanne Grainger · Christine Roper · Ashley Brzozowicz · Lauren Wilkinson · Lauren Thompson-Willie | 5:59.66 | R.P. de la Xina · Zhang Dan · Guo Linlin · Yi Liqin · Gao Qiuqiu · Cui Xiaotong · Ju Rui · Zhang Min · Zhang Huan · Zhao Li | 6:00.52 |
| LW1x       | Bèlgica · Eveline Peleman | 7:31.31 | Grècia · Aikaterini Nikolaidou | 7:31.73 | Estats Units · Kathleen Bertko                                                                                              | 7:33.97 |
| LW2x       | Nova Zelanda · Sophie MacKenzie · Julia Edward | 6:48.56 | Canadà · Lindsay Jennerich · Patricia Obee | 6:50.41 | R.P. de la Xina · Huang Wenyi · Pan Dandan                                                                                  | 6:53.40 |
| LW4x       | Països Baixos · Mirte Kraaijkamp · Elisabeth Woerner · Maaike Head · Ilse Paulis                                                                                  | 6:15.95 | Austràlia · Laura Dunn · Sarah Pound · Maia Simmonds · Hannah Every-Hall | 6:19.54 | Alemanya · Katrin Thoma · Judith Anlauf · Wiebke Hein · Leonie Pieper                                                       | 6:22.79 |

### Categories adaptades
Toes les classes, excepte la LTAMix2x, són paralímpiques.
| Categoria: | Or:                                                                             | Temps   | Plata:                                                                                               | Temps   | Bronze:                                                                                           | Temps   |
| ASW1x      | Noruega · Birgit Skarstein                                                      | 5:22.12 | Israel · Moran Samuel                                                                                | 5:33.86 | Belarús · Liudmila Vauchok                                                                        | 5:39.10 |
| ASM1x      | Austràlia · Erik Horrie                                                         | 4:50.68 | Regne Unit · Tom Aggar                                                                               | 4:53.41 | Rússia · Alexey Chuvashev                                                                         | 4:58.96 |
| TAMix2x    | Austràlia · Gavin Bellis · Kathryn Ross                                         | 4:02.55 | França · Perle Bouge · Stephane Tardieu                                                              | 4:05.11 | Brasil · Josiane Lima · Michel Gomes Pessanha                                                     | 4:07.54 |
| LTAMix2x   | Ucraïna · Kateryna Morozova · Dmytro Aleksieiev                                 | 3:28.39 | Austràlia · Jeremy McGrath · Kathleen Murdoch                                                        | 3:35.26 | França · Guylaine Marchand · Antonie Jesel                                                        | 3:36.47 |
| LTAMix4+   | Regne Unit · Grace Clough · Pam Relph · Daniel Brown · James Fox · Oliver James | 3:20.45 | Estats Units · Jaclyn Smith · Richard Vandegrift · Zachary Burns · Danielle Hansen · Jennifer Sichel | 3:25.49 | Itàlia · Lucilla Aglioti · Valentina Grassi · Tommaso Schettino · Omar Airolo · Giuseppe Di Capua | 3:30.39 |

## Medaller
| Pos.  | País            | Or | Plata | Bronze | Total |
| 1     | Nova Zelanda    | 6  | 2     | 1      | 9     |
| 2     | Regne Unit      | 4  | 4     | 2      | 10    |
| 3     | Austràlia       | 2  | 3     | 3      | 8     |
| 3     | Alemanya        | 2  | 3     | 3      | 8     |
| 5     | Ucraïna         | 2  | 0     | 0      | 2     |
| 6     | Estats Units    | 1  | 4     | 2      | 7     |
| 7     | Itàlia          | 1  | 2     | 1      | 4     |
| 8     | Grècia          | 1  | 1     | 0      | 2     |
| 9     | Noruega         | 1  | 0     | 1      | 2     |
| 9     | Sud-àfrica      | 1  | 0     | 1      | 2     |
| 9     | Suïssa          | 1  | 0     | 1      | 2     |
| 12    | Bèlgica         | 1  | 0     | 0      | 1     |
| 12    | Croàcia         | 1  | 0     | 0      | 1     |
| 12    | Txèquia         | 1  | 0     | 0      | 1     |
| 12    | Dinamarca       | 1  | 0     | 0      | 1     |
| 12    | Països Baixos   | 1  | 0     | 0      | 1     |
| 17    | França          | 0  | 3     | 1      | 4     |
| 18    | Canadà          | 0  | 2     | 0      | 2     |
| 19    | R.P. de la Xina | 0  | 1     | 5      | 6     |
| 20    | Polònia         | 0  | 1     | 1      | 2     |
| 21    | Israel          | 0  | 1     | 0      | 1     |
| 22    | Belarús         | 0  | 0     | 1      | 1     |
| 22    | Brasil          | 0  | 0     | 1      | 1     |
| 22    | Cuba            | 0  | 0     | 1      | 1     |
| 22    | Rússia          | 0  | 0     | 1      | 1     |
| 22    | Turquia         | 0  | 0     | 1      | 1     |
| Total | Total           | 27 | 27    | 27     | 81    |